# Ana Sözü
Ana Sözü («Родная речь») — крупнейшая и единственная региональная газета Республики Молдова, выходящая на гагаузском языке. Газета информирует своих читателей о важных текущих и исторических событиях на тему политики, экономики, социальной сферы, культуры и искусства.

## История
Первая выпуск газеты увидел свет благодаря трудам Тодура Занета 14 августа 1988 года и с тех пор она остаётся крупнейшей газетой на гагаузском языке. Первоначально печаталась на кириллице, но с 1993 года официально была принята латинская письменность. Изначально газета носила название «Gagauz sözü» («гагаузское слово»). Издание первого номера переносилось из-за споров по поводу правильного написания названия. Но в дальнейшем было приняло окончательное название «Ana Sözü». Первый номер газеты был издан тиражом 3000 экземпляров.
За период с 1988 по 2011 год вышло 559 номеров газеты.
С 14 января 2001 года газета стала выходить в цветном варианте. Газета печатается в типографии «Universul».